# Elephantomyia (Elephantomyia) insolita
Elephantomyia (Elephantomyia) insolita is een tweevleugelige uit de familie steltmuggen (Limoniidae). De soort komt voor in het Palearctisch gebied.